# Мачела (Беневенто)
Мачела је насеље у Италији у округу Беневенто, региону Кампанија.
Према процени из 2011. у насељу је живело 44 становника. Насеље се налази на надморској висини од 416 м.